# Marisa, l'enfant volée
Pour les articles homonymes, voir Mannequin.
Pour plus de détails, voir Fiche technique et Distribution.
Marisa, l'enfant volée (Mannequin) est un film muet américain réalisé par James Cruze, sorti en 1926.

## Fiche technique
- Titre original : Mannequin
- Titre français : Marisa, l'enfant volée
- Réalisation : James Cruze
- Scénario : Frances Agnew, Walter Woods et Fannie Hurst
- Photographie : Karl Brown
- Production : James Cruze
- Pays de production :  États-Unis]
- Format : Noir et blanc - Film muet
- Date de sortie : 1926

## Distribution
- Alice Joyce : Selene Herrick
- Warner Baxter : John Herrick
- Dolores Costello : Joan Herrick
- Zasu Pitts : Annie Pogani
- Walter Pidgeon : Martin Innesbrook
- Bess Flowers : Mannequin (non crédité)